# Pertes militaires françaises au Mali et au Sahel
Pour des articles plus généraux, voir Opération Serval, Opération Barkhane, Guerre du Mali et Guerre du Sahel.
Les pertes militaires françaises au Mali et au Sahel sont, au 14 mars 2025, de 58 militaires (57 hommes et 1 femme), dont 8 officiers, 3 officiers mariniers, 17 sous-officiers et 30 militaires du rang.

## Liste
Les données de ce tableau proviennent du site Mémoires des Hommes, : chaque militaire décédé a une fiche.
Les militaires sont classés par date de décès et nom de famille.
L'âge est calculé à partir d'un modèle. Ne pas modifier.
| #  | Date       | Nom                  | Prénom     | S | Âge    | Armée  | Grade                              | Catégorie         | Unité           | Unité                     | Unité                | Opération | Cause du décès          | Mention Mort pour la France | Mention Mort pour la France | Lieu du décès | Lieu du décès | Lieu du décès | Dpt/Pays de naissance   |
| #  | Date       | Nom                  | Prénom     | S | Âge    | Armée  | Grade                              | Catégorie         | Nom             | Ville                     | Dpt                  | Opération | Cause du décès          | Oui/Non                     | Date                        | Ville         | Région        | Pays          | Dpt/Pays de naissance   |
| -- | ---------- | -------------------- | ---------- | - | ------ | ------ | ---------------------------------- | ----------------- | --------------- | ------------------------- | -------------------- | --------- | ----------------------- | --------------------------- | --------------------------- | ------------- | ------------- | ------------- | ----------------------- |
| 1  | 11/01/2013 | Boiteux              | Damien     | H | 41 ans | Terre  | Lieutenant                         | Officier          | 4e RHFS         | Pau                       | Pyrénées-Atlantiques | Serval    | Action de combat        | Oui                         | 06/05/2013                  | Mopti         | Mopti         | Mali          | Doubs                   |
| 2  | 19/02/2013 | Vormezeele           | Harold     | H | 33 ans | Terre  | Sergent-chef                       | Sous-officier     | 2e REP          | Calvi                     | Corse                | Serval    | Action de combat        | Oui                         | 06/05/2013                  | Kal Tadak     | Kidal         | Mali          | Belgique                |
| 3  | 02/03/2013 | Charenton            | Cédric     | H | 26 ans | Terre  | Caporal                            | Militaire du rang | 1er RCP         | Pamiers                   | Ariège               | Serval    | Action de combat        | Oui                         | 06/05/2013                  | Ametettai     | Kidal         | Mali          | Lot-et-Garonne          |
| 4  | 06/03/2013 | Pingaud              | Wilfried   | H | 36 ans | Terre  | Caporal-chef                       | Militaire du rang | 68e RAA         | Béligneux                 | Ain                  | Serval    | Action de combat        | Oui                         | 06/05/2013                  | Gao           | Gao           | Mali          | Hérault                 |
| 5  | 17/03/2013 | Van Dooren           | Alexandre  | H | 23 ans | Terre  | Caporal                            | Militaire du rang | 1er RIMa        | Angoulême                 | Charente             | Serval    | Action de combat        | Oui                         | 06/05/2013                  | Tahort        | —             | Mali          | Oise                    |
| 6  | 29/04/2013 | Duval                | Stéphane   | H | 32 ans | Terre  | Caporal-chef                       | Militaire du rang | 1er RPIMa       | Bayonne                   | Pyrénées-Atlantiques | Serval    | Action de combat        | Oui                         | 22/07/2013                  | Tessalit      | Kidal         | Mali          | Deux-Sèvres             |
| 7  | 30/07/2013 | Martin-Vallet        | Marc       | H | 28 ans | Terre  | Caporal-chef                       | Militaire du rang | 515e RT         | Angoulême                 | Charente             | Serval    | Accident                | Oui                         | 25/10/2013                  | Douentza      | Mopti         | Mali          | Seine-Saint-Denis       |
| 8  | 07/05/2014 | Kalafut              | Marcel     | H | 26 ans | Terre  | Sergent                            | Sous-officier     | 2e REP          | Calvi                     | Corse                | Serval    | Autre                   | Oui                         | 16/07/2014                  | Tessalit      | Kidal         | Mali          | Slovaquie               |
| 9  | 14/07/2014 | Nikolic              | Dejvid     | H | 45 ans | Terre  | Adjudant-chef                      | Sous-officier     | 1er REG         | Laudun-l'Ardoise          | Gard                 | Serval    | Autre                   | Oui                         | --                          | Gao           | Gao           | Mali          | Serbie                  |
| 10 | 29/10/2014 | Dupuy                | Thomas     | H | 32 ans | Air    | Sergent-chef                       | Sous-officier     | CPA 10          | Bricy                     | Loiret               | Barkhane  | Action de combat        | Oui                         | 12/01/2015                  | Gao           | Gao           | Mali          | Haute-Garonne           |
| 11 | 29/11/2014 | Bajja                | Samir      | H | 38 ans | Terre  | Adjudant                           | Sous-officier     | 4e RHFS         | Pau                       | Pyrénées-Atlantiques | Barkhane  | Autre                   | Oui                         | 16/10/2015                  | Ouadadougou   | Centre        | Burkina Faso  | Gard                    |
| 12 | 12/07/2015 | Cheou                | Nelson     | H | 37 ans | Terre  | Sergent-chef                       | Sous-officier     | 54e RA          | Hyères                    | Var                  | Barkhane  | Autre                   | Non                         | --                          | Tessalit      | Kidal         | Mali          | Polynésie française     |
| 13 | 17/08/2015 | Ronis                | Jean-Luc   | H | 23 ans | Terre  | Caporal                            | Militaire du rang | 2e RMAT         | Bruz                      | Ille-et-Vilaine      | Barkhane  | Autre                   | Non                         | --                          | Gao           | Gao           | Mali          | Alpes-Maritimes         |
| 14 | 27/08/2015 | Truffaux             | Baptiste   | H | 23 ans | Terre  | 1re Classe                         | Militaire du rang | 21e RIMa        | Fréjus                    | Var                  | Barkhane  | Autre                   | Oui                         | 02/11/2015                  | Gao           | Gao           | Mali          | Maine-et-Loire          |
| 15 | 26/11/2015 | Guarato              | Alexis     | H | 35 ans | Air    | Sergent-chef                       | Sous-officier     | CPA 10          | Bricy                     | Ille-et-Vilaine      | Barkhane  | Autre                   | Oui                         | 07/12/2015                  | Non indiqué   | Kidal         | Mali          | Moselle                 |
| 16 | 22/02/2016 | Roche                | Nicolas    | H | 33 ans | SEA    | Caporal-chef                       | Militaire du rang | DEA Orléans     | Bricy                     | Ille-et-Vilaine      | Barkhane  | Autre                   | Non                         | --                          | Non indiqué   | Kidal         | Mali          | Seine-Maritime          |
| 17 | 12/04/2016 | Chauwin              | Michael    | H | 20 ans | Terre  | Caporal                            | Militaire du rang | 511e RT         | Auxonne                   | Côte-d'Or            | Barkhane  | Autre                   | Oui                         | 08/06/2016                  | Gao           | Gao           | Mali          | Nord                    |
| 18 | 12/04/2016 | Noblet               | Damien     | H | 31 ans | Terre  | Sergent                            | Sous-officier     | 511e RT         | Auxonne                   | Côte-d'Or            | Barkhane  | Autre                   | Oui                         | 08/06/2016                  | Gao           | Gao           | Mali          | Bouches-du-Rhône        |
| 19 | 12/04/2016 | Poo-Sing             | Mickaël    | H | 19 ans | Terre  | 1re Classe                         | Militaire du rang | 511e RT         | Auxonne                   | Côte-d'Or            | Barkhane  | Autre                   | Oui                         | 08/06/2016                  | Tessalit      | Kidal         | Mali          | Sarthe                  |
| 20 | 04/11/2016 | Jacq                 | Fabien     | H | 28 ans | Terre  | Sergent-chef                       | Sous-officier     | 515e RT         | Angoulême                 | Charente             | Barkhane  | Autre                   | Oui                         | 05/12/2016                  | Tessalit      | Kidal         | Mali          | Yvelines                |
| 21 | 05/04/2017 | Barbé                | Julien     | H | 27 ans | Terre  | Caporal-chef                       | Militaire du rang | 6e RG           | Angers                    | Maine-et-Loire       | Barkhane  | Tué au combat           | Oui                         | 24/04/2017                  | Douna         | Cascades      | Mali          | Orne                    |
| 22 | 18/06/2017 | Riveta               | Albéric    | H | 23 ans | Terre  | 1re Classe                         | Militaire du rang | 1er RCP         | Pamiers                   | Ariège               | Barkhane  | Autre                   | Oui                         | 10/07/2017                  | Tarikent      |               | Mali          | Polynésie française     |
| 23 | 21/02/2018 | Dernoncourt          | Timothé    | H | 23 ans | Terre  | Caporal-chef                       | Militaire du rang | 1er RS          | Valence                   | Drôme                | Barkhane  | Autre                   | Oui                         | 16/03/2018                  | Ménaka        | Gao           | Mali          | Colombie                |
| 24 | 21/02/2018 | Mougin               | Emilien    | H | 31 ans | Terre  | Sergent-chef                       | Sous-officier     | 1er RS          | Valence                   | Drôme                | Barkhane  | Autre                   | Oui                         | 16/03/2018                  | Ménaka        | Gao           | Mali          | Hautes-Alpes            |
| 25 | 17/10/2018 | Rafik                | Abdelatif  | H | 23 ans | Terre  | Caporal                            | Militaire du rang | 14e RISLP       | Toulouse                  | Haute-Garonne        | Barkhane  | Autre                   | Non                         | --                          | Gao           | Gao           | Mali          | Dordogne                |
| 26 | 08/12/2018 | El Arabi             | Karim      | H | 29 ans | Terre  | Caporal-chef                       | Militaire du rang | 2e RH           | Haguenau                  | Bas-Rhin             | Barkhane  | Autre                   | Non                         | —                           | Aguelal       | Agadez        | Niger         | Nord                    |
| 27 | 02/04/2019 | Laycuras             | Marc       | H | 30 ans | SSA    | Médecin, (équivalent de Capitaine) | Officier          | 14e CMA         | Le Mans                   | Sarthe               | Barkhane  | Action de combat        | Oui                         | 10/07/2019                  | Gossi         | Tombouctou    | Mali          | Maine-et-Loire          |
| 28 | 09/05/2019 | Bertoncello          | Alain      | H | 28 ans | Marine | Maître                             | Officier marinier | Commando Hubert | Saint-Mandrier-sur-Mer    | Var                  | Barkhane  | Action de combat        | Oui                         | 04/07/2019                  | Gorom-Gorom   | Sahel         | Burkina Faso  | Haute-Savoie            |
| 29 | 09/05/2019 | de Pierrepont        | Cédric     | H | 32 ans | Marine | Maître                             | Officier marinier | Commando Hubert | Saint-Mandrier-sur-Mer    | Var                  | Barkhane  | Action de combat        | Oui                         | 04/07/2019                  | Gorom-Gorom   | Sahel         | Burkina Faso  | Morbihan                |
| 30 | 02/11/2019 | Pointeau             | Ronan      | H | 24 ans | Terre  | Brigadier                          | Militaire du rang | 1er RS          | Valence                   | Drôme                | Barkhane  | Action de combat        | Oui                         | 08/11/2019                  | Ménaka        | Gao           | Mali          | Tarn                    |
| 31 | 25/11/2019 | Bockel               | Pierre     | H | 28 ans | Terre  | Lieutenant                         | Officier          | 5e RHC          | Pau                       | Pyrénées-Atlantiques | Barkhane  | Action de combat        | Oui                         | 29/11/2019                  | In Delimane   | Gao           | Mali          | Haut-Rhin               |
| 32 | 25/11/2019 | Carette              | Julien     | H | 35 ans | Terre  | Adjudant-chef                      | Sous-officier     | 5e RHC          | Pau                       | Pyrénées-Atlantiques | Barkhane  | Action de combat        | Oui                         | 29/11/2019                  | In Delimane   | Gao           | Mali          | Nord                    |
| 33 | 25/11/2019 | Chomel de Jarnieu    | Romain     | H | 34 ans | Terre  | Capitaine                          | Officier          | 4e RCh          | Gap                       | Hautes-Alpes         | Barkhane  | Action de combat        | Oui                         | 29/11/2019                  | In Delimane   | Gao           | Mali          | Vendée                  |
| 34 | 25/11/2019 | Duval                | Valentin   | H | 24 ans | Terre  | Maréchal-des-logis                 | Sous-officier     | 4e RCh          | Gap                       | Hautes-Alpes         | Barkhane  | Action de combat        | Oui                         | 29/11/2019                  | In Delimane   | Gao           | Mali          | Seine-Maritime          |
| 35 | 25/11/2019 | Frisonroche          | Clément    | H | 27 ans | Terre  | Capitaine                          | Officier          | 5e RHC          | Pau                       | Pyrénées-Atlantiques | Barkhane  | Action de combat        | Oui                         | 29/11/2019                  | In Delimane   | Gao           | Mali          | Val-de-Marne            |
| 36 | 25/11/2019 | Gireud               | Benjamin   | H | 32 ans | Terre  | Capitaine                          | Officier          | 5e RHC          | Pau                       | Pyrénées-Atlantiques | Barkhane  | Action de combat        | Oui                         | 29/11/2019                  | In Delimane   | Gao           | Mali          | Alpes-de-Haute-Provence |
| 37 | 25/11/2019 | Jouk                 | Andreï     | H | 43 ans | Terre  | Sergent-chef                       | Sous-officier     | 2e REG          | Saint-Christol            | Vaucluse             | Barkhane  | Action de combat        | Oui                         | 29/11/2019                  | In Delimane   | Gao           | Mali          | Biélorussie             |
| 38 | 25/11/2019 | Leusie               | Jérémy     | H | 33 ans | Terre  | Maréchal-des-logis-chef            | Sous-officier     | 93e RAM         | Varces-Allières-et-Risset | Isère                | Barkhane  | Action de combat        | Oui                         | 29/11/2019                  | In Delimane   | Gao           | Mali          | Mayenne                 |
| 39 | 25/11/2019 | Mégard               | Nicolas    | H | 35 ans | Terre  | Capitaine                          | Officier          | 5e RHC          | Pau                       | Pyrénées-Atlantiques | Barkhane  | Action de combat        | Oui                         | 29/11/2019                  | In Delimane   | Gao           | Mali          | Val-de-Marne            |
| 40 | 25/11/2019 | Morisse              | Alex       | H | 30 ans | Terre  | Lieutenant                         | Officier          | 5e RHC          | Pau                       | Pyrénées-Atlantiques | Barkhane  | Action de combat        | Oui                         | 29/11/2019                  | In Delimane   | Gao           | Mali          | Val-de-Marne            |
| 41 | 25/11/2019 | Protin               | Alexandre  | H | 33 ans | Terre  | Maréchal-des-logis-chef            | Sous-officier     | 4e RCh          | Gap                       | Hautes-Alpes         | Barkhane  | Action de combat        | Oui                         | 29/11/2019                  | In Delimane   | Gao           | Mali          | Ardennes                |
| 42 | 25/11/2019 | Salles-de-Saint-Paul | Romain     | H | 35 ans | Terre  | Brigadier-chef                     | Militaire du rang | 5e RHC          | Pau                       | Pyrénées-Atlantiques | Barkhane  | Action de combat        | Oui                         | 29/11/2019                  | In Delimane   | Gao           | Mali          | Colombie                |
| 43 | 25/11/2019 | Serre                | Antoine    | H | 22 ans | Terre  | Maréchal-des-logis                 | Sous-officier     | 4e RCh          | Gap                       | Hautes-Alpes         | Barkhane  | Action de combat        | Oui                         | 29/11/2019                  | In Delimane   | Gao           | Mali          | Puy-de-Dôme             |
| 44 | 16/02/2020 | Henry                | Morgan     | H | 28 ans | Terre  | Sergent-chef                       | Sous-officier     | 54e RT          | Haguenau                  | Bas-Rhin             | Barkhane  | Autre                   | Non statué                  | -                           | Ouagadougou   | Centre        | Burkina Faso  | Seine-Maritime          |
| 45 | 01/05/2020 | Martynyouk           | Dmytro     | H | 28 ans | Terre  | Brigadier                          | Militaire du rang | 1er REC         | Marseille                 | Bouches-du-Rhône     | Barkhane  | Des suites de blessures | Oui                         | 03/07/2020                  | Clamart       | Île-de-France | France        | Ukraine                 |
| 46 | 04/05/2020 | Clément              | Kévin      | H | 21 ans | Terre  | 1re Classe                         | Militaire du rang | 1er REC         | Marseille                 | Bouches-du-Rhône     | Barkhane  | Action de combat        | Oui                         | 03/07/2020                  | Gao           | Gao           | Mali          | Haute-Saône             |
| 47 | 23/07/2020 | Razafintsalama       | Tojohasina | H | 25 ans | Terre  | 1re Classe                         | Militaire du rang | 1er RHP         | Tarbes                    | Hautes-Pyrénées      | Barkhane  | Action de combat        | Oui                         | 28/07/2020                  | Gossi         | Tombouctou    | Mali          | Madagascar              |
| 48 | 31/07/2020 | Fila                 | Andy       | H | 25 ans | Terre  | Brigadier-chef                     | Militaire du rang | 14e RISLP       | Toulouse                  | Haute-Garonne        | Barkhane  | Autre                   | Oui                         | 19/08/2020                  | N'djaména     | --            | Tchad         | Val-d'Oise              |
| 49 | 05/09/2020 | Texier               | Sébastien  | H | 33 ans | Terre  | Brigadier-chef                     | Militaire du rang | 1er RHP         | Tarbes                    | Hautes-Pyrénées      | Barkhane  | Autre                   | Oui                         | 01/10/2020                  | Tessalit      | Kidal         | Mali          | Yvelines                |
| 50 | 05/09/2020 | Volpé                | Arnaud     | H | 24 ans | Terre  | 1re Classe                         | Militaire du rang | 1er RHP         | Tarbes                    | Hautes-Pyrénées      | Barkhane  | Autre                   | Oui                         | 01/10/2020                  | Tessalit      | Kidal         | Mali          | Yvelines                |
| 51 | 28/12/2020 | Issakhanian          | Dorian     | H | 23 ans | Terre  | 1re Classe                         | Militaire du rang | 1er RCH         | Thierville-sur-Meuse      | Meuse                | Barkhane  | Action de combat        | Oui                         | 04/01/2021                  | Gao           | Gao           | Mali          | Dordogne                |
| 52 | 28/12/2020 | Mauri                | Tanerii    | H | 28 ans | Terre  | Brigadier-chef                     | Militaire du rang | 1er RCH         | Thierville-sur-Meuse      | Meuse                | Barkhane  | Action de combat        | Oui                         | 04/01/2021                  | Gao           | Gao           | Mali          | Polynésie française     |
| 53 | 28/12/2020 | Pauchet              | Quentin    | H | 21 ans | Terre  | 1re Classe                         | Militaire du rang | 1er RCH         | Thierville-sur-Meuse      | Meuse                | Barkhane  | Action de combat        | Oui                         | 04/01/2021                  | Gao           | Gao           | Mali          | Somme                   |
| 54 | 02/01/2021 | Huynh                | Yvonne     | F | 33 ans | Terre  | Sergente                           | Sous-officier     | 2e RH           | Haguenau                  | Bas-Rhin             | Barkhane  | Action de combat        | Oui                         | 20/01/2021                  | Ménaka        | Gao           | Mali          | Yvelines                |
| 55 | 02/01/2021 | Risser               | Loïc       | H | 24 ans | Terre  | Brigadier                          | Militaire du rang | 2e RH           | Haguenau                  | Bas-Rhin             | Barkhane  | Action de combat        | Oui                         | 20/01/2021                  | Ménaka        | Gao           | Mali          | Haut-Rhin               |
| 56 | 24/09/2021 | Blasco               | Maxime     | H | 34 ans | Terre  | Caporal-chef                       | Militaire du rang | 7e BCA          | Varces-Allières-et-Risset | Isère                | Barkhane  | Action de combat        | Oui                         | 28/09/2021                  | Gossi         | Tombouctou    | Mali          | Isère                   |
| 57 | 12/10/2021 | Quélin               | Adrien     | H | 29 ans | Terre  | Maréchal des logis                 | Sous-officier     | 4e RCh          | Gap                       | Hautes-Alpes         | Barkhane  | Autre                   | Oui                         | 12/10/2021                  | Non indiqué   | Tombouctou    | Mali          | 95                      |
| 58 | 22/01/2022 | Martin               | Alexandre  | H | 24 ans | Terre  | Brigadier                          | Militaire du rang | 54e RA          | Hyères                    | Var                  | Barkhane  | Action de combat        | Oui                         | 26/01/2022                  | Non indiqué   | Gao           | Mali          | Seine-Maritime          |

## Statistiques

### Nombre de militaires tués par année

#### Tableau
| Année | MPLF | Non MPLF | Non statué | Total |
| ----- | ---- | -------- | ---------- | ----- |
| 2022  | 1    | 0        | 0          | 1     |
| 2021  | 3    | 0        | 1          | 4     |
| 2020  | 9    | 0        | 1          | 10    |
| 2019  | 17   | 0        | 0          | 17    |
| 2018  | 2    | 2        | 0          | 4     |
| 2017  | 2    | 0        | 0          | 2     |
| 2016  | 4    | 1        | 0          | 5     |
| 2015  | 2    | 2        | 0          | 4     |
| 2014  | 4    | 0        | 0          | 4     |
| 2013  | 7    | 0        | 0          | 7     |
| Total | 51   | 5        | 2          | 58    |

#### Histogramme
Pour des raisons techniques, il est temporairement impossible d'afficher le graphique qui aurait dû être présenté ici.

### Nombre de militaires tués par année et par mois
| Année | J | F | M | A | M | J | J | A | S | O | N  | D | Total |
| ----- | - | - | - | - | - | - | - | - | - | - | -- | - | ----- |
| 2022  | 1 |   |   |   |   |   |   |   |   |   |    |   | 1     |
| 2021  | 2 | 0 | 0 | 0 | 0 | 0 | 0 | 0 | 1 | 1 | 0  | 0 | 3     |
| 2020  | 0 | 1 | 0 | 0 | 2 | 0 | 2 | 0 | 2 | 0 | 0  | 3 | 10    |
| 2019  | 0 | 0 | 0 | 1 | 2 | 0 | 0 | 0 | 0 | 0 | 14 | 0 | 17    |
| 2018  | 0 | 2 | 0 | 0 | 0 | 0 | 0 | 0 | 0 | 1 | 0  | 1 | 4     |
| 2017  | 0 | 0 | 0 | 1 | 0 | 1 | 0 | 0 | 0 | 0 | 0  | 0 | 2     |
| 2016  | 0 | 1 | 0 | 3 | 0 | 0 | 0 | 0 | 0 | 0 | 1  | 0 | 5     |
| 2015  | 0 | 0 | 0 | 0 | 0 | 0 | 1 | 2 | 0 | 0 | 1  | 0 | 4     |
| 2014  | 0 | 0 | 0 | 0 | 1 | 0 | 1 | 0 | 0 | 1 | 1  | 0 | 4     |
| 2013  | 1 | 1 | 3 | 1 | 0 | 0 | 1 | 0 | 0 | 0 | 0  | 0 | 7     |
| Total | 4 | 5 | 3 | 6 | 5 | 1 | 5 | 2 | 3 | 3 | 17 | 4 | 58    |

### Nombre de militaires tués par sexe
|        | Homme | Femme |
| ------ | ----- | ----- |
| Nombre | 57    | 1     |

### Nombre de militaires tués par âge

#### Tableau
|        | 19 | 20 | 21 | 22 | 23 | 24 | 25 | 26 | 27 | 28 | 29 | 30 | 31 | 32 | 33 | 34 | 35 | 36 | 37 | 38 | 39 | 40 | 41 | 42 | 43 | 44 | 45 |
| ------ | -- | -- | -- | -- | -- | -- | -- | -- | -- | -- | -- | -- | -- | -- | -- | -- | -- | -- | -- | -- | -- | -- | -- | -- | -- | -- | -- |
| Nombre | 1  | 1  | 2  | 1  | 6  | 5  | 2  | 3  | 1  | 8  | 2  | 2  | 2  | 4  | 7  | 2  | 4  | 1  | 1  | 1  | 0  | 0  | 1  | 0  | 1  | 0  | 1  |

#### Histogramme
Pour des raisons techniques, il est temporairement impossible d'afficher le graphique qui aurait dû être présenté ici.

### Nombre de militaires tués par armée
|        | Armée de terre | Armée de l'air | Marine nationale | SSA |
| ------ | -------------- | -------------- | ---------------- | --- |
| Nombre | 52             | 3              | 2                | 1   |

### Nombre de militaires tués par grade (avant titre posthume)

#### Tableau
|        | Militaires du rang | Militaires du rang | Militaires du rang | Militaires du rang | Militaires du rang | Sous-officiers et officiers mariniers subalternes | Sous-officiers et officiers mariniers subalternes | Sous-officiers et officiers mariniers subalternes | Sous-officiers et officiers mariniers subalternes | Sous-officiers et officiers mariniers subalternes | Sous-officiers et officiers mariniers subalternes | Sous-officiers et officiers mariniers supérieurs | Sous-officiers et officiers mariniers supérieurs | Sous-officiers et officiers mariniers supérieurs | Sous-officiers et officiers mariniers supérieurs | Sous-officiers et officiers mariniers supérieurs | Officiers subalternes | Officiers subalternes |
| 1reCL  | CAP                | BRI                | CCH                | BRC                | SGT                | MDL                                               | SM                                                | SGC                                               | MDC                                               | MT                                                | ADJ                                               | PM                                               | ADC                                              | MP                                               | MAJ                                              | LTN                                              | CNE                   |                       |
| ------ | ------------------ | ------------------ | ------------------ | ------------------ | ------------------ | ------------------------------------------------- | ------------------------------------------------- | ------------------------------------------------- | ------------------------------------------------- | ------------------------------------------------- | ------------------------------------------------- | ------------------------------------------------ | ------------------------------------------------ | ------------------------------------------------ | ------------------------------------------------ | ------------------------------------------------ | --------------------- | --------------------- |
| Nombre | 8                  | 5                  | 4                  | 8                  | 5                  | 4                                                 | 2                                                 | 0                                                 | 8                                                 | 2                                                 | 2                                                 | 0                                                | 0                                                | 0                                                | 0                                                | 0                                                | 3                     | 5                     |

#### Histogramme
Pour des raisons techniques, il est temporairement impossible d'afficher le graphique qui aurait dû être présenté ici.

### Nombre de militaires tués par catégorie (avant titre posthume)
|        | Militaires du rang | Sous-officiers et officiers mariniers | Officiers |
| ------ | ------------------ | ------------------------------------- | --------- |
| Nombre | 30                 | 20                                    | 8         |

### Nombre de militaires tués par garnison

#### Nombre de militaires tués par unité
- Tableau :

|        | 1er RCH | 1er RCP | 1er REC | 1er REG | 1er RHP | 1er RIMa | 1er RPIMa | 1er RS | 2e REG | 2e REP | 2e RH | 2e RMAT | 4e RCh | 4e RHFS | 5e RHC | 6e RG | 7e RCA | 14e RISLP | 21e RIMa | 54e RA | 54e RT | 68e RAA | 93e RAM | 120e AM | 511e RT | 515e RT | BA 123 | CH | CPA 10 |
| ------ | ------- | ------- | ------- | ------- | ------- | -------- | --------- | ------ | ------ | ------ | ----- | ------- | ------ | ------- | ------ | ----- | ------ | --------- | -------- | ------ | ------ | ------- | ------- | ------- | ------- | ------- | ------ | -- | ------ |
| Nombre | 3       | 2       | 2       | 1       | 3       | 1        | 1         | 3      | 1      | 2      | 3     | 1       | 5      | 2       | 7      | 1     | 1      | 1         | 1        | 2      | 1      | 1       | 1       | 1       | 3       | 2       | 1      | 2  | 2      |

- Histogramme :

Pour des raisons techniques, il est temporairement impossible d'afficher le graphique qui aurait dû être présenté ici.

#### Nombre de militaires tués par ville de garnison
- Tableaux :

|        | Angers | Angoulême | Auxonne | Bayonne | Béligneux | Bricy | Bruz | Calvi | Fréjus | Gap | Haguenau | Hyères |
| ------ | ------ | --------- | ------- | ------- | --------- | ----- | ---- | ----- | ------ | --- | -------- | ------ |
| Nombre | 1      | 3         | 3       | 1       | 1         | 3     | 1    | 2     | 1      | 5   | 4        | 2      |

|        | Laudun-l'Ardoise | Le Mans | Marseille | Pamiers | Pau | Saint-Christol | Saint-Mandrier | Tarbes | Thierville-sur-Meuse | Toulouse | Valence | Varces-Allières |
| ------ | ---------------- | ------- | --------- | ------- | --- | -------------- | -------------- | ------ | -------------------- | -------- | ------- | --------------- |
| Nombre | 1                | 1       | 2         | 2       | 9   | 1              | 2              | 3      | 3                    | 1        | 3       | 2               |

- Histogrammes :

Pour des raisons techniques, il est temporairement impossible d'afficher le graphique qui aurait dû être présenté ici.

Pour des raisons techniques, il est temporairement impossible d'afficher le graphique qui aurait dû être présenté ici.

#### Nombre de militaires tués par département de garnison
- Tableau :

|        | 01 | 05 | 09 | 13 | 16 | 20 | 21 | 26 | 30 | 31 | 35 | 38 | 45 | 49 | 55 | 64 | 65 | 67 | 72 | 83 | 84 |
| ------ | -- | -- | -- | -- | -- | -- | -- | -- | -- | -- | -- | -- | -- | -- | -- | -- | -- | -- | -- | -- | -- |
| Nombre | 1  | 5  | 2  | 2  | 3  | 2  | 3  | 3  | 1  | 1  | 1  | 2  | 3  | 1  | 3  | 10 | 3  | 4  | 1  | 5  | 1  |

- Histogramme :

Pour des raisons techniques, il est temporairement impossible d'afficher le graphique qui aurait dû être présenté ici.

### Nombre de militaires tués par opération
|        | Serval | Barkhane |
| ------ | ------ | -------- |
| Nombre | 9      | 49       |

### Nombre de militaires tués par département ou pays de naissance

#### Tableau
|        | 04 | 05 | 06 | 08 | 13 | 24 | 25 | 30 | 31 | 34 | 38 | 47 | 49 | 53 | 56 | 57 | 59 | 60 | 61 | 63 | 68 | 70 | 72 | 74 | 76 | 78 | 79 | 80 | 81 | 85 | 93 | 94 | 95 | 987 | Drapeau de la Belgique | Drapeau de la Biélorussie | Drapeau de la Colombie | Drapeau de Madagascar | Drapeau de la Serbie | Drapeau de la Slovaquie | Drapeau de l'Ukraine |
| ------ | -- | -- | -- | -- | -- | -- | -- | -- | -- | -- | -- | -- | -- | -- | -- | -- | -- | -- | -- | -- | -- | -- | -- | -- | -- | -- | -- | -- | -- | -- | -- | -- | -- | --- | ---------------------- | ------------------------- | ---------------------- | --------------------- | -------------------- | ----------------------- | -------------------- |
| Nombre | 1  | 1  | 1  | 1  | 1  | 2  | 1  | 1  | 1  | 1  | 1  | 1  | 2  | 1  | 1  | 1  | 3  | 1  | 1  | 1  | 2  | 1  | 1  | 1  | 4  | 4  | 1  | 1  | 1  | 1  | 1  | 3  | 1  | 1   | 1                      | 1                         | 2                      | 1                     | 1                    | 1                       | 1                    |

#### Histogramme
Pour des raisons techniques, il est temporairement impossible d'afficher le graphique qui aurait dû être présenté ici.

## Hommages personnels
- Les obsèques du maréchal des logis-chef Fabien Jacq sont célébrées en l'église Saint-Michel de Lesneven, dans le Finistère. Son nom sera inscrit sur le monument aux morts de la commune.

- Tous les morts sont nommés chevaliers de la Légion d'honneur, et sont tous promus au grade immédiatement supérieur à celui qu'ils avaient avant leur décès. Leurs noms sont tous gravés sur le Monument aux morts pour la France en opérations extérieures.

- L'hommage national aux treize morts de l'accident d'hélicoptères du 25 novembre a été rendu dans la cour de l'hôtel des Invalides le lundi 2 décembre 2019, en présence d'Emmanuel Macron, président de la République française.